# Delta de la Vistule

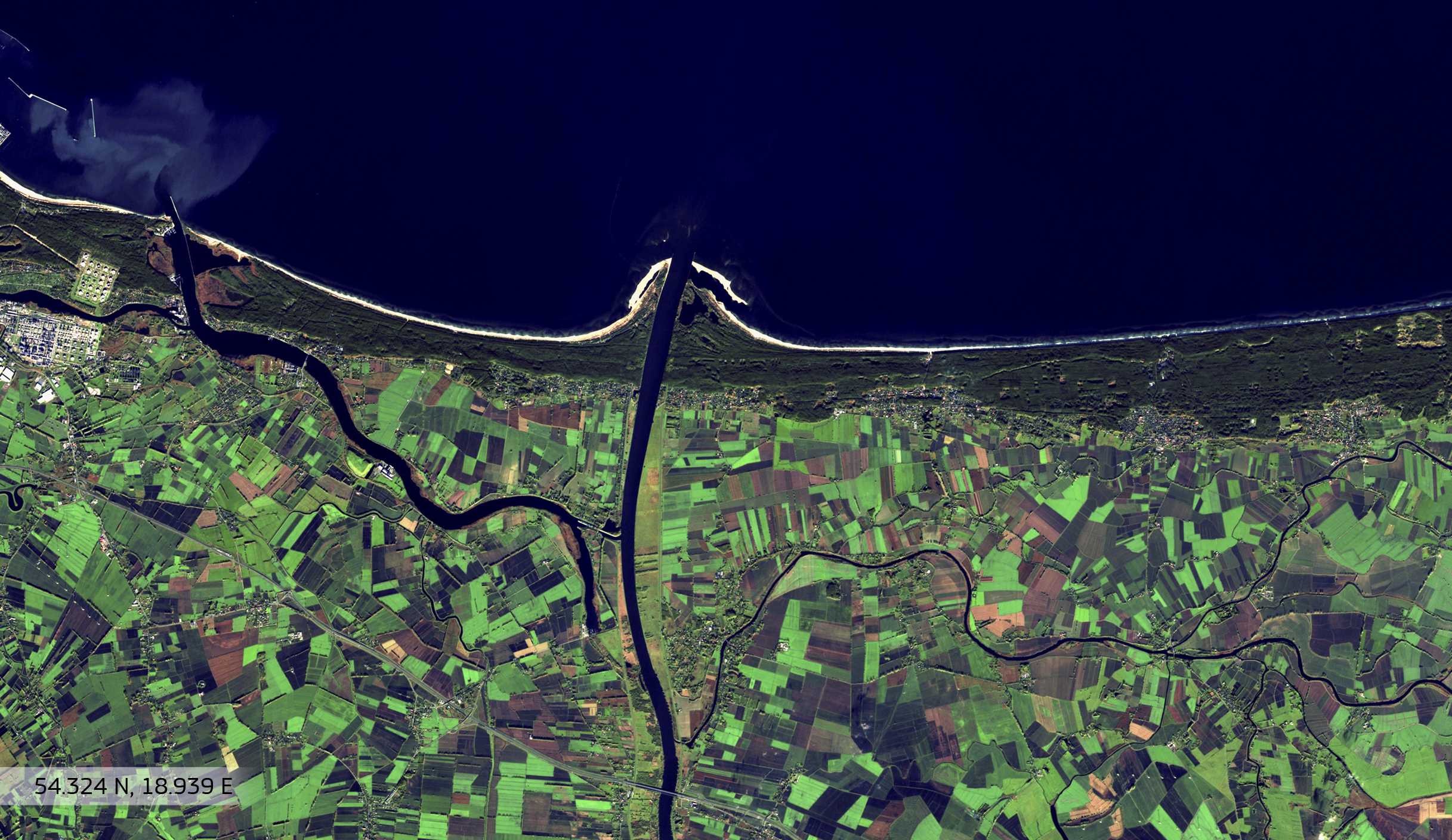
Le delta de la Vistule.

Le delta de la Vistule (en polonais : Żuławy Wiślane) est la zone du delta alluvial de la Vistule, dans la partie nord de la Pologne.
Il s'agit d'une région plate et déboisée comprenant des zones humides et des plaines agricoles qui couvrent environ 1 700 kilomètres carrés. La majeure partie des terres est située sous le niveau de la mer avec le point le plus bas du pays — 1,8 mètres sous le niveau de la mer — s'y situant, à Raczki Elbląskie (en).
La zone a été en grande partie récupérée artificiellement au moyen de digues, de pompes, de canaux et d'un vaste réseau de drainage. Sa forme est semblable à un triangle inversé formé par la bifurcation de la Vistule en deux rivières distinctes (défluents), la Leniwka (en) et la Nogat à sa hauteur.
Elle s'étend de la voïvodie de Poméranie à l'ouest jusqu'à la voïvodie de Varmie-Mazurie à l'est. Les deux plus grandes villes appartenant à la région sont Nowy Dwór Gdański et Nowy Staw. 
La zone est également une région ethnographique atypique, marquée historiquement par l'immigration mennonite provenant d'Allemagne et des Pays-Bas (Frise) : les Olędrzy. Une grande partie de l'architecture locale et différents aspects culturels ont été façonnés par ces communautés.
La zone est un site Ramsar.

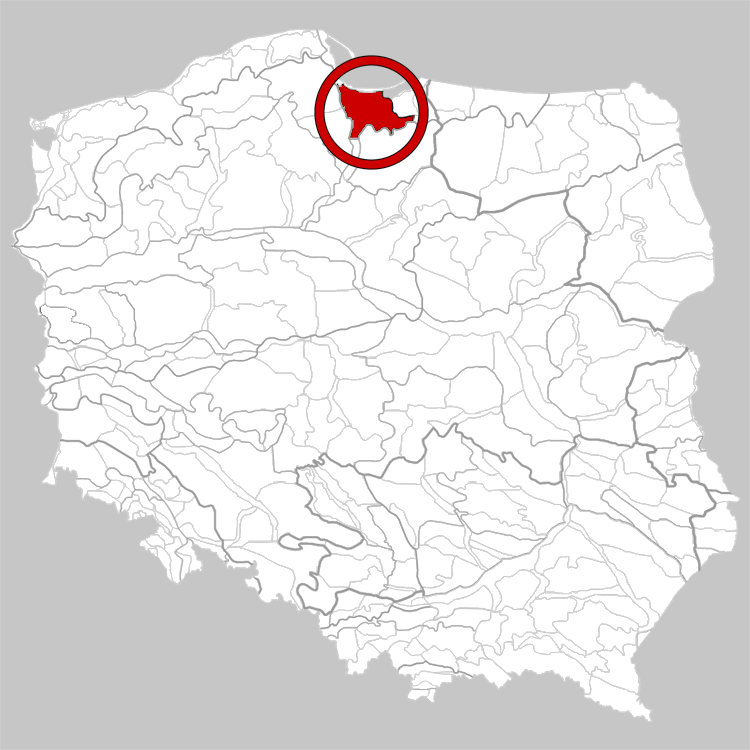
Localisation.
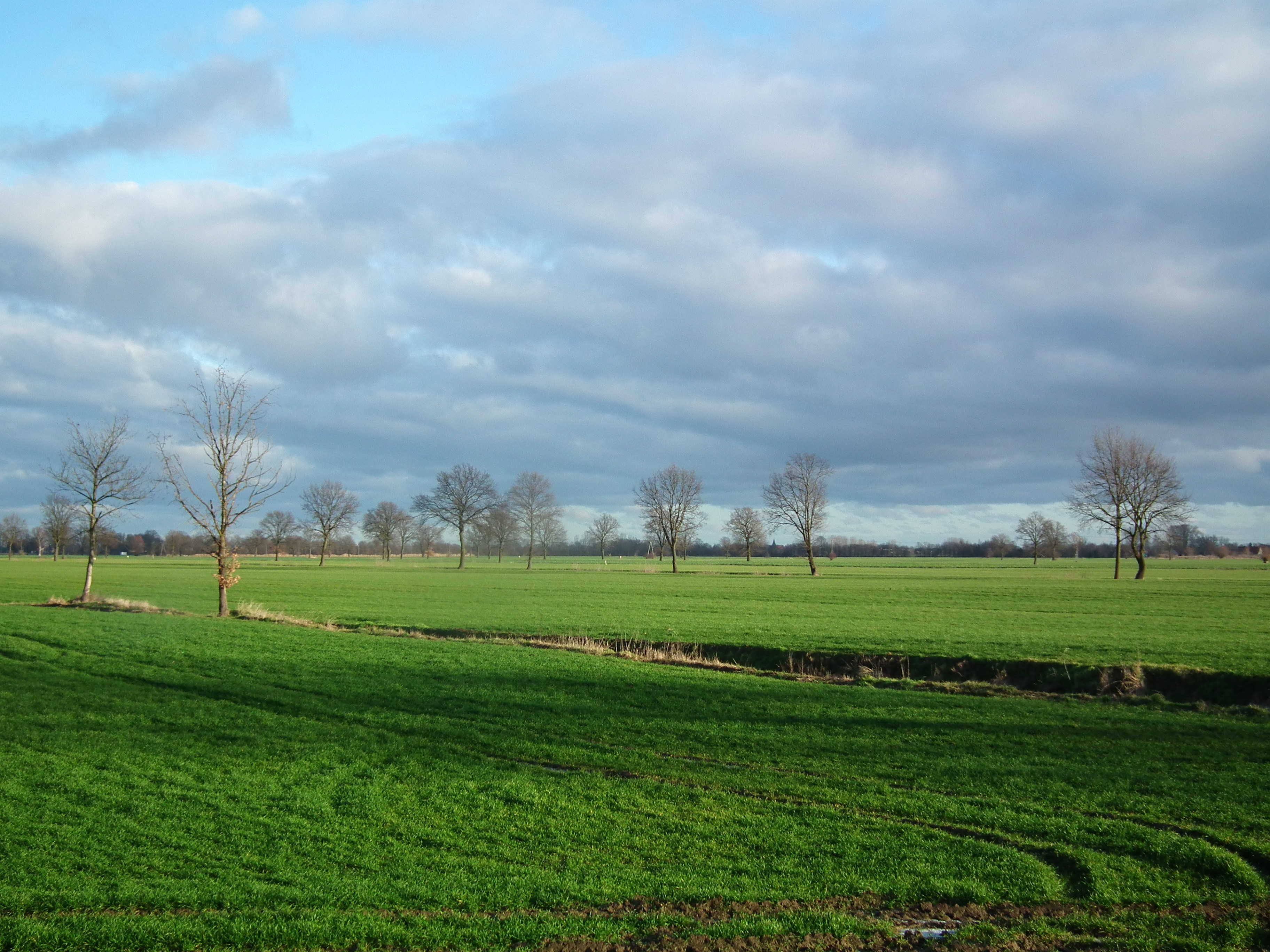
Paysage typique de la zone.
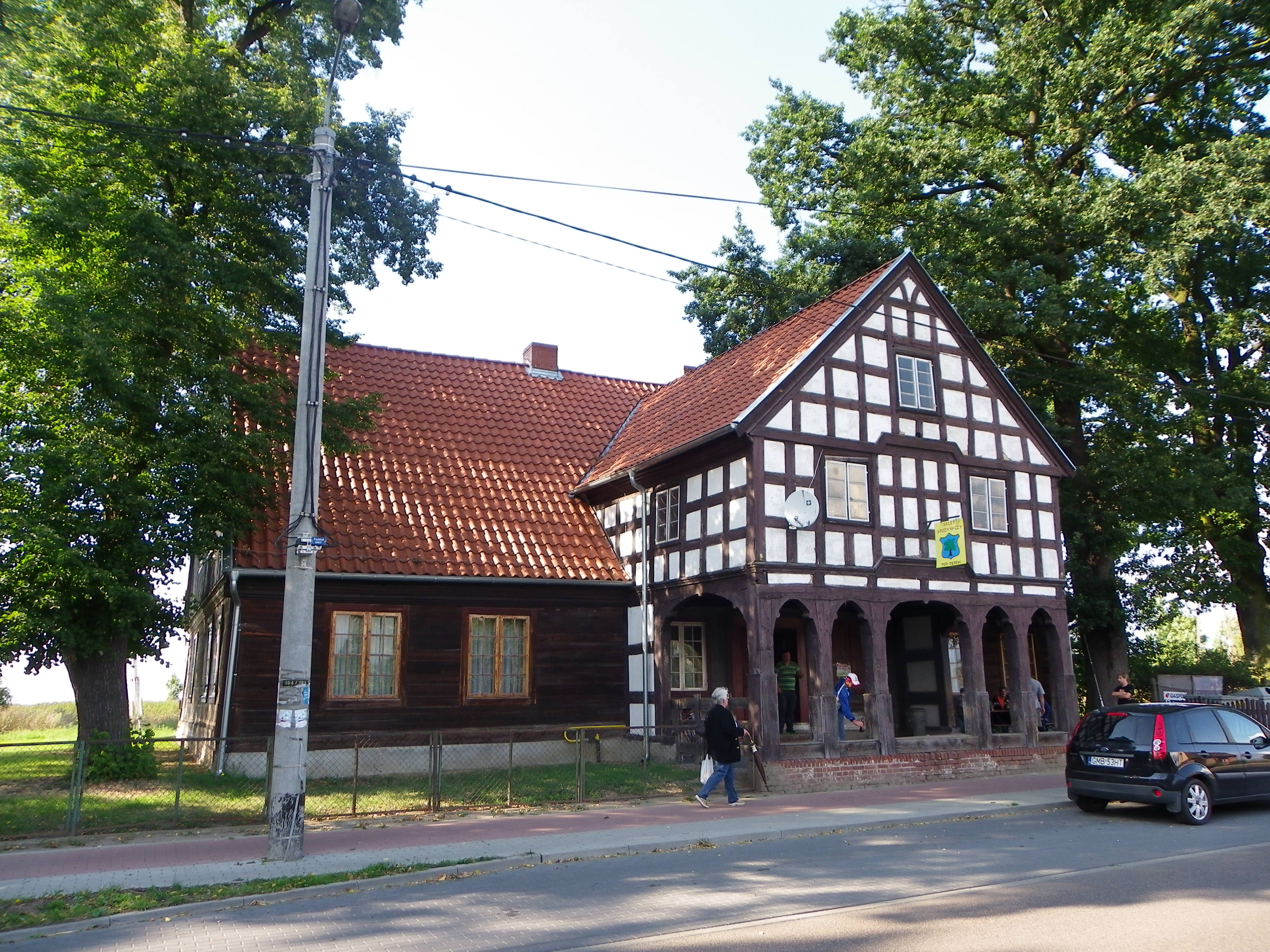
Maison en bois typique.